# CARICOM
CARICOM (ang. The Caribbean Community and Common Market), Karaibska Wspólnota i Wspólny Rynek – organizacja powstała na mocy paktu z 4 lipca 1973 roku podpisanego przez cztery państwa: Barbados, Gujanę, Jamajkę oraz Trynidad i Tobago. Pakt wszedł w życie 1 sierpnia 1973 roku. Integralną część CARICOM stanowi Karaibskie Stowarzyszenie Wolnego Handlu (CARIFTA, ang. The Caribbean Free Trade Association).
Obecnie organizacja liczy 20 członków, w tym 5 nieposiadających pełnego statusu członkowskiego.
Do czterech państw założycielskich (Barbados, Gujana, Jamajka, Trynidad i Tobago) dołączyły:
- 1 maja 1974: Antigua i Barbuda, Belize, Dominika, Grenada, Saint Lucia, Montserrat, Saint Kitts i Nevis, Saint Vincent i Grenadyny;
- 4 lipca 1983: Bahamy (pozostały poza strefą wolnego handlu CARIFTA);
- 1 lipca 1991: Brytyjskie Wyspy Dziewicze (bez pełnego statusu), Turks i Caicos (bez pełnego statusu);
- 4 lipca 1995: Surinam;
- 1 lipca 1999: Anguilla (bez pełnego statusu);
- 16 maja 2002: Kajmany (bez pełnego statusu);
- 3 lipca 2002: Haiti;
- 2 lipca 2003: Bermudy (bez pełnego statusu).